# Moniliformis travassosi
Espèce
Moniliformis travassosi est une espèce d'acanthocéphales de la famille des Moniliformidae. C'est un parasite digestif des rats au Brésil.

## Étymologie
Son nom spécifique, travassosi, lui a été donné en l'honneur de Lauro Travassos (d) (1890-1970), helminthologiste et entomologiste brésilien. 